# Глинка (Крым)
Гли́нка (до 1948 года Канги́л; укр. Глінка, крымскотат. Qañğıl, Къанъгъыл) — село в Сакском районе Республики Крым, входит в состав Вересаевского сельского поселения (согласно административно-территориальному делению Украины — Вересаевского сельсовета Автономной Республики Крым).

## Население
| 2001 | 2014 |
| ---- | ---- |
| 648  | ↘646 |

Всеукраинская перепись 2001 года показала следующее распределение по носителям языка
| Язык             | Процент |
| ---------------- | ------- |
| крымскотатарский | 49.69   |
| русский          | 27.62   |
| украинский       | 17.9    |
| белорусский      | 2.47    |
| другие           | 0.3     |

### Динамика численности
| - 1806 год — 59 чел. - 1864 год — 39 чел. - 1889 год — 85 чел. - 1892 год — 48 чел. - 1900 год — 130 чел. - 1915 год — 55/60 чел. | - 1926 год — 140 чел. - 1939 год — 93 чел. - 1989 год — 510 чел. - 2001 год — 646 чел. - 2009 год — 660 чел. - 2014 год — 646 чел. |

## Современное состояние
На 2016 год в Глинке 12 улиц и 1 переулок; на 2009 год, по данным сельсовета, село занимало площадь 25,3 гектара, на которой в 221 дворе числилось 660 жителей, в селе действуют детский сад «Ласточка», сельский клуб, библиотека, фельдшерско-акушерский пункт. Глинка связана автобусным сообщением с Симферополем, Саками, Евпаторией и соседними населёнными пунктами.

## География
Глинка — село в центре района, в степном Крыму, в верховье одной из балок, впадающих в озеро Сасык, высота над уровнем моря — 16 м. Соседние сёла в 2,5 км: на северо-запад — Вересаево и на восток — Рунное. Расстояние до райцентра — около 25 километров (по шоссе), там же ближайшая железнодорожная станция Саки (на линии Остряково — Евпатория). Транспортное сообщение осуществляется по региональной автодороге 35Н-450 Вересаево — Громовка (по украинской классификации С-0-11202).

## История
Первое документальное упоминание села встречается в Камеральном Описании Крыма… 1784 года, судя по которому, в последний период Крымского ханства Ханлы входил в Каракуртский кадылык Бахчисарайского каймаканства. После присоединения Крыма к России (8) 19 апреля 1783 года, (8) 19 февраля 1784 года, именным указом Екатерины II сенату, на территории бывшего Крымского Ханства была образована Таврическая область и деревня была приписана к Евпаторийскому уезду. После Павловских реформ, с 1796 по 1802 год, входила в Акмечетский уезд Новороссийской губернии. По новому административному делению, после создания 8 (20) октября 1802 года Таврической губернии, Кангил был включён в состав Урчукской волости Евпаторийского уезда.
По Ведомости о волостях и селениях, в Евпаторийском уезде с показанием числа дворов и душ… от 19 апреля 1806 года в деревне Кангил числилось 7 дворов, 51 крымский татарин и 8 ясыров. На военно-топографической карте генерал-майора Мухина 1817 года деревня Канлы обозначена с 7 дворами. После реформы волостного деления 1829 года Кангил, согласно «Ведомости о казённых волостях Таврической губернии 1829 года» остался в составе Урчукской волости. На карте 1836 года в деревне 7 дворов, а на карте 1842 года Кангыл обозначен условным знаком «малая деревня», то есть, менее 5 дворов. Во время Крымской войны, 17(29) сентября 1855 года в окрестностях деревни произошло боевое столкновение русской и франко-османской кавалерии, известное также, как дело при селении Курулу-Кенегес. По итогам боя русские войска понесли значительные потери (100 человек убитыми и ранеными и 170 пленных); потери турецких войск неизвестны, у французов — 36 убитых.

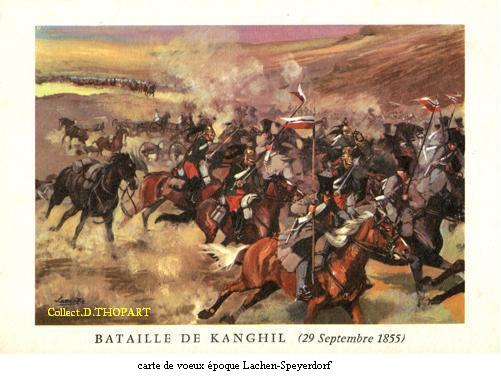
Бой при Кангиле

В 1860-х годах, после земской реформы Александра II, деревню приписали к Чотайской волости. В «Списке населённых мест Таврической губернии по сведениям 1864 года», составленном по результатам VIII ревизии 1864 года, Кангыл — владельческая татарская деревня, с 6 дворами, 39 жителями и мечетью при балке Кангыле. По обследованиям профессора А. Н. Козловского 1867 года, вода в колодцах деревни была «хорошая, пресная», а их глубина достигала 8—10 саженей (17—21 м). На трёхверстовой карте Шуберта 1865—1876 года в деревне Кангыл обозначено 10 дворов. В «Памятной книге Таврической губернии 1889 года», по результатам Х ревизии 1887 года, в деревне Кангыл числилось 15 дворов и 85 жителей. Согласно «…Памятной книжке Таврической губернии на 1892 год», в деревне Кангил, входившей в Иолчакский участок, было 48 жителей в 7 домохозяйствах.
Земская реформа 1890-х годов в Евпаторийском уезде прошла после 1892 года, в результате Кангил приписали к Сакской волости.
По «…Памятной книжке Таврической губернии на 1900 год» в деревне числилось 130 жителей в 23 дворах. По Статистическому справочнику Таврической губернии. Ч.II-я. Статистический очерк, выпуск пятый Евпаторийский уезд, 1915 год, в деревне Кангил Сакской волости Евпаторийского уезда числилось 24 двора (3 двора с землёй, 21 — безземельные) с татарскими жителями в количестве 55 человек приписного населения и 60 — «постороннего», из которых 59 мужчин и 56 женщин. Жители владели 850 десятинами удобной земли. В хозяйствах имелось 85 лошадей, 8 волов, 30 коров и 500 голов мелкого скота.
После установления в Крыму Советской власти, по постановлению Крымревкома от 8 января 1921 года № 206 «Об изменении административных границ» была упразднена волостная система и село вошло в состав Евпаторийского района Евпаторийского уезда, а в 1922 году уезды получили название округов. 11 октября 1923 года, согласно постановлению ВЦИК, в административное деление Крымской АССР были внесены изменения, в результате которых округа были отменены и произошло укрупнение районов — территорию округа включили в Евпаторийский район. Согласно Списку населённых пунктов Крымской АССР по Всесоюзной переписи 17 декабря 1926 года, в селе Кангил, Башмакского сельсовета Евпаторийского района, числился 31 двор, все крестьянские, население составляло 140 человек, все татары, действовала татарская школа. По данным всесоюзная перепись населения 1939 года в селе проживало 93 человек.
В 1944 году, после освобождения Крыма от фашистов, согласно Постановлению ГКО № 5859 от 11 мая 1944 года, 18 мая крымские татары были депортированы в Среднюю Азию. 12 августа 1944 года было принято постановление № ГОКО-6372с «О переселении колхозников в районы Крыма» и в сентябре 1944 года в район приехали первые новосёлы (150 семей) из Киевской и Каменец-Подольской областей, а в начале 1950-х годов последовала вторая волна переселенцев из различных областей Украины. С 25 июня 1946 года в составе Крымской области РСФСР. Указом Президиума Верховного Совета РСФСР от 18 мая 1948 года, Кангил переименовали в Глинку. 26 апреля 1954 года Крымская область была передана из состава РСФСР в состав УССР. Время включения в Вересаевский сельсовет пока не установлено: на 15 июня 1960 года село уже числилось в его составе. 1 января 1965 года, указом Президиума ВС УССР «О внесении изменений в административное районирование УССР — по Крымской области», Евпаторийский район был упразднён и село включили в состав Сакского (по другим данным — 11 февраля 1963 года). По данным переписи 1989 года в селе проживало 510 человек. С 12 февраля 1991 года село в восстановленной Крымской АССР, 26 февраля 1992 года переименованной в Автономную Республику Крым. С 21 марта 2014 года в составе Крыма аннексирована Россией.